# Minicraft

Minicraft — це двовимірна екшн-гра з видом зверху вниз, розроблена та запрограмована Маркусом Перссоном, творцем Minecraft, для Ludum Dare, 48-годинного змагання з програмування ігор. Гра вийшла 19 грудня 2011 року.

## Ігровий процес
Подібно до Minecraft, гравець мандрує нескінченним світом і повинен знаходити ресурси, битися з ворогами та будувати дім. Мета гри — вбити повітряного чарівника, боса гри. Відповідно до теми в офіційному описі також зазначено, що «мета гри — убити єдину іншу розумну істоту у світі, переконавшись, що ви назавжди будете самотні». Дія гри відбувається в перспективі зверху вниз, і, за словами Алека Міра з Rock, Paper, Shotgun, у грі є відтінок Zelda.

## Розвиток
Minicraft був розроблений творцем Minecraft Маркусом Перссоном за 48 годин у рамках 22-го конкурсу Ludum Dare, який вимагає від розробників ігор, які беруть участь у конкурсі, створити гру за 48 годин на основі теми, яка випущена незадовго до початку часу. Для цього Ludum Dare темою була «Сам». Протягом 48 годин Перссон також вів пряму трансляцію свого кодування гри та робив записи в блозі на веб-сайті Ludum Dare про важливі досягнення, яких він досяг. Minicraft змагалася з 891 іншою грою, суддівство базувалося на дев'яти категоріях, деякі з яких включають «інновації, веселощі, графіку, звук, гумор і настрій». Голосування за найкращу гру визначалося спільнотою Ludum Dare, і час для голосування закінчився 9 січня 2012 року

### Продовження
26 грудня 2011 року Перссон написав у Twitter, що він працює над Minicraft 2, але планує змінити цю тимчасову назву. Коли його запитали, у якому напрямку розвиватиметься гра, Перссон відповів: «мандрівний бойовик із крафтом і змінюваною місцевістю». 1 січня 2012 року Перссон оголосив через Twitter, що новою назвою для продовження Minicraft буде MiniTale. Він також отримав URL-адреси «.com і .net» із заголовком для розміщення гри.

### Minicraft+
Notch випустив вихідний код згідно з правилами Ludum Dare, але без ліцензії. Натомість він попросив гравців, які модифікують гру, називати її якось інакше. За наступні тижні для гри з'явилося багато модифікацій, але побачивши, що Notch перейшов до інших проєктів, народився Minicraft+. Minicraft+ — це модифікована версія Minicraft, яка додає багато інших функцій до оригінальної версії.

## Рецепція
Гру зазвичай порівнювали з ранніми іграми The Legend of Zelda, а рецензенти, як-от Rock, Paper, Shotgun, автор Алек Мір додав: «Це гарний (і нав'язливий) час, і вражаюче завершено лише за 48 годин кризи».
Рецензент Boing Boing Роб Бешіцца розкритикував гру, сказавши: «Вражаюче досягнення всього за кілька годин кодування, Minicraft створює те саме заклинання, що й справжня гра. Однак він страждає від дрібності та подрібнення. Немає багато чого робити, окрім проходження процесу спорожнення кожного рівня в пошуках кращої руди».
Письменник VentureBeat Ден Кроулі прокоментував систему збору, сказавши: «Простий, але захоплюючий підхід до збору ресурсів допомагає надати грі химерного шарму, який не на мільйон миль від шарму її старшого брата».
Метт Бредфорд з GamesRadar заявив, що «проєкт настільки простий, наскільки можна очікувати від марафонського змагання з кодування, але сам факт, що це справді надійна гра, у яку можна грати, є свідченням майстерності Перссона», і також зазначив, що; «Безперечно, це може бути програма зі знижкою для iOS або PS Mini».